# 熊本市立下益城城南中学校
熊本市立下益城城南中学校（くまもとしりつ しもましきじょうなん ちゅうがっこう）は、熊本県熊本市南区城南町宮地にある公立中学校。略称は下城南（しもじょうなん）下城(しもじょう)。旧城南町唯一の中学校である。また、旧隈庄中学校、旧杉上中学校、旧豊田中学校が合併してできたという歴史がある。

## 沿革
- 1947年4月1日 - 6・3制により、杉上村に杉上中学校、隈庄町に隈庄中学校、豊田村に豊田中学校がそれぞれ発足。
- 1952年4月1日 - 杉上中学校と隈庄中学校が統合、組合立下益城中学校が発足。
- 1955年3月1日 - 杉上村・隈庄町・豊田村が合併、城南町が発足。
- 1967年4月1日 - 下益城中学校と豊田中学校が統合、城南町立下益城城南中学校が発足。
- 2010年3月23日 - 熊本市編入により、熊本市立下益城城南中学校に校名改称。

## 歴史
隈庄城跡地に建っている。もともとは城の鼻公園とひと続きになっていたが道路建設のために分断された。

## 学校設備
2代目管理棟、武道場（熊本地震で半壊）、東側にある部室棟、2代目体育館（校舎より数メートル下に建てられた為にピロティ構造とされ、1階は駐車場や部室・ミーティングルームがあり、2階がアリーナである。アリーナは竣工時には飾り天井板があったが、地震対策の観点から2015年～2016年にかけに撤去）に関しては先代校舎（～2007年）時代からのもの。
現在の3階建ての特別教室棟と普通教室棟は、旧城南町の末期に建てられ2009年初頭より使用開始されたもので、当初より各教室に冷暖房装置を装備する。

## 部活動

### 運動部
- 野球部
- サッカー部
- 男子バスケットボール部
- 女子バスケットボール部
- 女子バレーボール部
- 男子バレーボール部
- 男子硬式テニス部
- 女子硬式テニス部
- 男子ソフトテニス部
- 女子ソフトテニス部
- 水泳部
- 陸上部
- 剣道部
- 柔道部

### 文化部
- 吹奏楽部
- 科学部
- 美術部
- 放送部 - 城南さわやかブロードキャスティングクラブ（JSBC）

## 交通アクセス
- 熊本バス「城南総合支所前」バス停 徒歩1分。

## 著名な出身者
- 肥後ノ城政和（大相撲力士）
- 米村知子（元女子プロテニス選手）
- 成松大介 - アマチュアボクシング（2016年、リオデジャネイロオリンピック（バンタム級））選手
- 小村つばさ - アマチュアボクシング選手（自衛隊体育学校）